# Heteropsis salicifolia
Heteropsis salicifolia là một loài thực vật có hoa trong họ Ráy (Araceae). Loài này được Kunth mô tả khoa học đầu tiên năm 1841.